# Carl Christian Redlich
Carl Christian Redlich (* 7. Oktober 1832 in Hamburg; † 27. Juli 1900 in Eilbeck) war ein deutscher Philologe, Germanist und Pädagoge.

## Leben
Carl Christian Redlich war ein Sohn des Hamburger Kaufmanns Friedrich Redlich und seiner Frau Marie Louise Caroline. Er besuchte von 1842 bis 1847 die Realschule und von 1847 bis 1851 die Gelehrtenschule des Johanneums. Nach dem Abitur studierte er vom Sommersemester 1851 bis 1854 Philologie in Göttingen. Am 10. März 1854 wurde er in Kiel zum Doktor der Philosophie promoviert. Seine Promotionsschrift Der Astronom Meton und sein Cyclus widmete er seinem Göttinger Lehrer und Mentor Karl Friedrich Hermann.
Nachdem er im Sommer 1854 private Studien in Paris getrieben hatte, bereitete er sich auf eine Laufbahn als Lehrer vor und wurde 1855 Schulamtskandidat in Hamburg. Er war seit 1856 Hilfslehrer, 1858 Collaborator und von 1867 bis 1873 ordentlicher Lehrer an seiner alten Schule, der Realschule des Johanneums. 1873 wurde er Direktor der Oberrealschule vor dem Holstentore. 1896 trat er in den Ruhestand, nachdem ihn ein schwerer Schlaganfall betroffen hatte.
Redlich war zweimal verheiratet: 1857 ehelichte er Sophie Daniele Thorbecke, die 1867 verstarb, 1870 Sophie Elisabeth Caroline Röpe. Aus der ersten Ehe gingen zwei Söhne und eine Tochter, aus der zweiten drei Söhne und zwei Töchter hervor.
Er verfasste Arbeiten über Lessing und Claudius und Untersuchungen über die Musenalmanache. Er war Mitarbeiter der ADB.

## Schriften (Auswahl)
- Der Astronom Meton und sein Cyclus. Ein Beitrag zur griechischen Chronologie. Otto Meißner, Hamburg 1854. (Digitalisat)
- Versuch eines Chiffernlexikons zu den Göttinger, Voßischen, Schillerschen und Schlegel-Tieckschen Musenalmanachen. Hamburg 1875. (Digitalisat)

Als Herausgeber:
- Matthias Claudius: Ungedruckte Jugendbriefe des Wandsbecker Boten. Hamburg 1881. (Digitalisat)
- Johann Gottfried Herder: Poetische Werke. Berlin 1885. (Digitalisat)